# Gregory Kerkorian
Gregory M. Kerkorian (1942) is een Amerikaanse componist, muziekpedagoog en hoornist.

## Levensloop
Kerkorian studeerde van 1960 tot 1964 aan de State University of New York (SUNY) in Fredonia en behaalde aldaar zijn Bachelor of Science in muziekopleiding in 1964. Vervolgens studeerde hij aan de Universiteit van Michigan in Ann Arbor en behaalde zijn Master of Music in muziekopleiding in 1966. Hij studeerde verder aan het Ithaca College School of Music in Ithaca, de Universiteit van Buffalo in Buffalo en aan de bekende Eastman School of Music in Rochester.
Als hoornist werkte hij in orkesten in Niagara Falls en Erie. Kerkorian is eveneens een privé muziekleraar voor hoorn. Een bepaalde tijd was hij manager van het Niagara Falls Symphony Orchestra.
Als componist schreef hij werken voor orkest, harmonieorkest, kamermuziek en pedagogische werken.

## Composities

### Werken voor orkest
- - Easy Digits, voor strijkorkest (en piano ad libitum)
- - Prairie Dance, voor strijkorkest
- - Pizzicato Rock, voor strijkorkest
- - Strings Alive, voor strijkorkest

### Werken voor harmonieorkest
- 1973: - The Little Czar, voor harmonieorkest
- 1975: - Christmas Card, voor harmonieorkest
- 1975: - Orion's Belt, voor harmonieorkest
- 1975: - The Yodler, voor harmonieorkest
- 1976: - Andantino, voor harmonieorkest
- 1976: - Bingo, voor harmonieorkest
- 1976: - Cordasco, voor harmonieorkest
- 1979: - The Worm Song, voor harmonieorkest
- 1979: - Up on the Housetop Rock, voor harmonieorkest
- 1984: - Grandma's Lullaby, voor harmonieorkest - In memoriam of Adrianna Apkarian
- 1987: - Balloon Ride, voor harmonieorkest
- - La Flauta Fiesta, voor dwarsfluit en harmonieorkest
- - Tacos, voor dwarsfluit en harmonieorkest
- - The Waltzing Camel
- - Will Scarlet Overture

### Kamermuziek
- 1967: - Sextet, voor 6 hoorns[2]
- 1976: - Uebungen, voor trompet, hoorn en trombone
- 1978: - Giligia - A Traditional Armenian Song, voor trompet en piano
- 2008: - Fanfare and Fugue, voor 6 hoorns
- - All People That on Earth Do Dwell, voor handklokjes

### Pedagogische werken
- 2012: - 31 Easy Duets and Trios, voor dwarsfluiten
- 2012: - 33 Easy Duets and Trios, voor hoorns
- 2012: - 33 Easy Duets and Trios, voor trompetten
- 2012: - 34 Easy Duets and Trios, voor altsaxofoons
- - 32 Easy Duets and Trios, voor klarinetten
- - Bridging the Gap, voor hoorn
- - Easy Original Duets and Trios, voor trombones
- - Measures for Beginning French Horn, voor hoorn
- - Measures for Intermediate French Horn, voor hoorn